# 12120 Rebeccagrella
12120 Rebeccagrella este o planetă minoră (asteroid), cu un diametru de 2,83 km, din centura de asteroizi. A fost descoperită pe 14 iulie 1999 la Magdalena Ridge Observatory⁠(d) de Lincoln Near-Earth Asteroid Research. 
Obiectul prezintă o orbită caracterizată de o semiaxă mare de 2,1618504 UAi, o excentricitate de 0,0129736, o înclinație de 4,3062 ° în raport cu ecliptica.